# Jízda králů

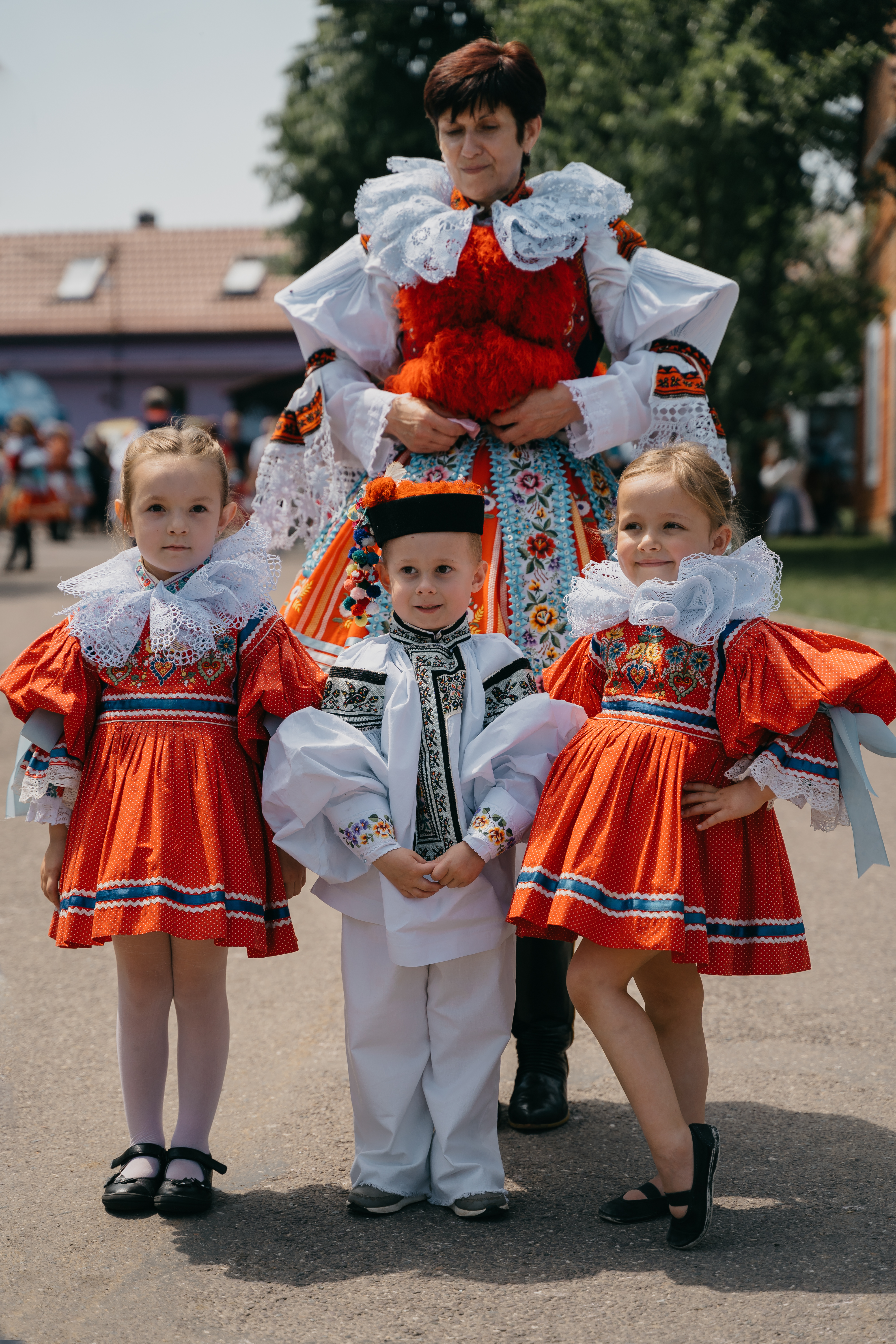
Krojovaní diváci, Jízda králů Vlčnov 2019

Jízda králů je slovácký, hanácký, brněnský a podhorácký lidový obyčej, specifická podoba králenských slavností kdysi rozšířených po celém Česku, spojený povětšinou s křesťanským svátkem letnic. Od roku 2011 je zapsána organizací UNESCO do Reprezentativního seznamu nemateriálního kulturního dědictví lidstva. Garantem zpracování údajů o jízdě králů je Národní ústav lidové kultury ve Strážnici.
Nejpopulárnější, i díky umělcům jako byl Joža Uprka, se jezdí každý rok ve slováckém Vlčnově. Na Dolňácku se jezdí ve Skoronicích u Kyjova při příležitosti kyjovského Slováckého roku od roku 1921 za organizace Sokola Karla Kozánka, poté v lokalitách jako Kunovice, Hluk, Kyjov a dalších. V Kunovicích jízdu pořádají každý druhý rok a každé tři roky ji pořádá v rámci svých Dolňáckých slavností město Hluk. Na Hané jsou to Doloplazy či Chropyně, ve které se nazývá „Jízda krále Ječmínka“, obnovená je i v hanáckém městě Kojetín. Vzkříšená byla jízda i v Hroznové Lhotě, kde ji v devadesátých letech jezdívaly několikrát i dívky. Na Brněnsku se jezdí v Troubsku téměř každoročně od roku 1893 a nazývá se též „honění krále“ a jednou za sedm let v Ketkovicích, jako „vožení krála“.
V jiných evropských regionech existují podobné slavnosti, které mají svůj různý historický původ a liší se také názvy, jako: jízda křižáků (křižerjo) v Lužici, jízda po osení v Rakousku a Bavorsku, velikonoční jízda v Polsku, šestizvonění ve švýcarském Curychu.
Jízda králů navazuje na tradiční venkovské obyčeje jako jsou jarní sečení trávy, odchod legrútů atd.
Podobné jsou taktéž zvyky počátku léta spojené s volbou krále a královny rozšířené ve velké části Evropy: u Slovanů (rusalje) Německu (Pfingstl), Skandinávii, ve Francii a v Anglii (May Queen, Jack in the Green, Jack o' Lent).
Dnes tradice jízd králů znovuožívá v řadě obcí slováckého regionu, před 2. světovou válkou se jezdilo v téměř každé vsi.

## Původ jízdy králů ceremoniální či náboženský

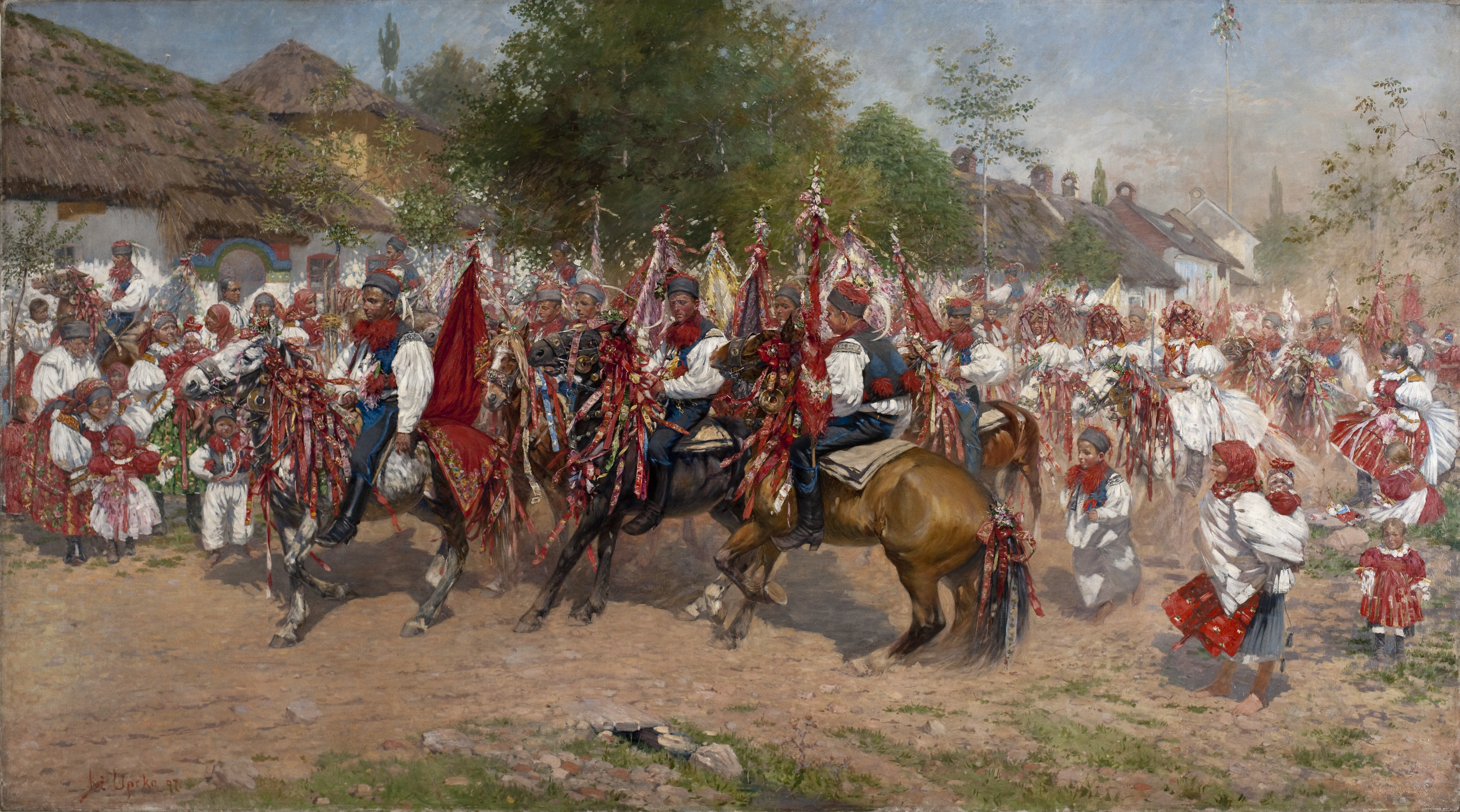
Jízda králů ve Vlčnově koncem 19. století

Vznik je nejasný a zabývali se jím již etnografové v 19. století. Jízda snad vznikla původně z královských ceremonií, či z velikonočních procesí, které mají již původ v pohanských snahách o zajištění bohaté úrody na polích pomocí jakéhosi veřejného průvodu na koních, objížďky polí, v bývalých německých regionech ve Slezsku to byla „Saatreiten“ (jízdy po osení). Jinak svatodušní objížďky na koních mají společný jakýsi charakter prosebných procesí a jsou formálně podobné se svatodušními obřadními královskými průvody, nesou se prapory, kříže, zpívá se. Tyto průvody snad mohly být kdysi i určitým vzorem pro vznik církevně motivovaných procesí. Oba druhy obřadních průvodů však mohly vzniknout také zcela samostatně, nezávisle na sobě, mohly se paralelně vyvíjet. Jízdy s křížem, nazývané „křižejo“ byly osobitou součástí katolické náboženské kultury především na německých etnických územích a ve slovanských oblastech ležících v jejich bezprostředním dotyku jako byla Lužice či Polsko.

## Různé jiné podoby jízdy králů na Moravě a veSlezsku

### Chytání kuruců
Lidový obyčej či slavnost byl zaznamenán v Bojkovicích na konci 18. století, konal se o hodech a jezdci seděli na volech (Jeřábek 1971: 114). Také nejasný původ, podobnost s jízdou králů zde ovšem je. Také jízda králů se jezdila v řadě okolních obcích. Zajímavé jsou zmínky o tzv. „velikonočních jízdách v Ludgeřovicích“ na Hlučínsku ve Slezsku. Podle různých historických zmínek převážně ústního podání, zde v několika obcích vypukla po třicetileté válce jakási tehdy neznámá smrtelná nemoc, která zasáhla přes polovinu obyvatel. Místní kaplan v Ludgeřovicích, pod jehož kostel obce spadaly, navrhl uspořádat velikonoční procesí na koních kolem polí za zpěvu nábožných písní. V čele průvodu jel rychtář s křížem.

## Původ jízdy králů historické reminiscence

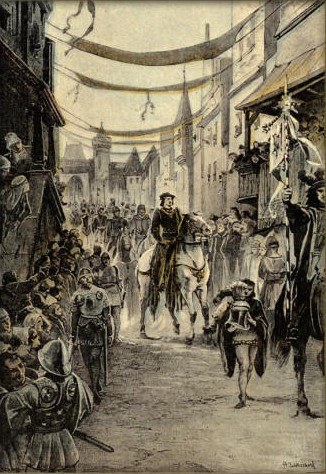
Ceremoniální příjezd panovníka – Ladislav Pohrobek

Slavnost patrně pochází z iniciačního obřadu mladých mužů.[zdroj?]  Koncem 19. století se však objevila řada snah o historický podtext slavností. Tyto hypotézy vzniku jízdy králů vzešly z okruhu moravské inteligence a měly v sobě pravděpodobně vlasteneckou motivaci poukázat na dějiny českých zemí.

### České příklady
- Hledání krále Svatopluka II., který po osudné bitvě u Bratislavy roku 907 beze stopy zmizel (Stránecká 1878: 28, Klvaňa 1891: 34)
- Návrat dvanáctiletého krále Václava do Čech ze zajetí Oty z Branibor roku 1283
- Útěk uherského krále Matyáše Korvína, poraženého v bitvě u Uherského Brodu 2. listopadu 1469 vojskem Jindřicha z Poděbrad během tzv. česko-uherských válek s Jiřím z Poděbrad a skrývajícího se v Uherském Brodě (kritické stanovisko zaujal Václavík 1959: 54) – současnosti nejrozšířenější legenda. Matyáš Korvín se měl převléci za ženu, ozdobit se pentlemi, do úst vložit růži, aby se hlasem neprozradil a jelikož utíkal z boje bez prostředků, musel (buď on samotný nebo zbytek jeho družiny) žádat vesničany o jídlo, než se dostal na svůj hrad v Trenčíně, kam byl dopraven i kralevic Viktorín z Poděbrad.[5]
- Hon na krále spojený s hledáním mytického hanáckého krále Ječmínka ukrytého v obilí. Podobný zvyk byl v jižních Čechách, kde při hře na krále se král skutečně utíkal schovat do obilí, aby ho pohůnská rada nenašla (Zítek 1899: 290)

### Tatarský původ
Podle některých názorů může mít Jízda králů tatarský původ. K tomu vedou následující indicie.
- Králův obličej je zahalen pentlemi, které mu visí vertikálně z čepce, podobnou pomůcku používají stále jezdci ve stepích Kyrgyzstánu proti slunci a prachu, obličej zakrývají spletenými koňskými žíněmi, které splývají jezdci z čapky. Obličej si tito kočovníci navíc natírají černou barvou. Podobně i jejich kůň má spletenou hřívu do copánků, které visí přes oči a hlavu a často jsou ozdobeny korálky.
- V Kyrgyzstánu je také množství podobných soubojů a koňských her jako Kok boru- na západě známá jako pólo, která přišla do Anglie z Indie, Kyz kuumai chlapci a dívky soupeří společně v jízdě, Upai účastní se jí mladší chlapci a cvičí se v jízdě, střelbě atd.[6] DNA moravských Slováků má s Kyrgyzi také v chromozomu Y v několika bodech podobnou genetickou strukturu.[7]
- Také zvolání Hýlom, hýlom či Hýlom, hálom, kterým jízda ve většině obcích začíná pravděpodobně pochází z ugrofinského „hallani“: slyšet či „hivóm“: volám [8], ale původ slova může být také tatarský.

Na území jihovýchodní Moravy pobývalo v minulosti početné tatarské vojsko až do vlády Václava I.-jednookého syna Přemysla Otakara I., jak také dokládá opevněný kostel ve vsi Vlčnov s dnes již zasypaným valem. V češtině je řada tatarských slov již dávno zdomácnělých jako tábor (tapqur), šavle, hurá (urmah- bij!) či horda, není též bez zajímavosti časté používání svérázného, původem tatarského, „Huš“ v tomto regionu  za české „Hej“, starší „Hoj“ a „Húj“.

## Jízdy králů

### Vlčnov

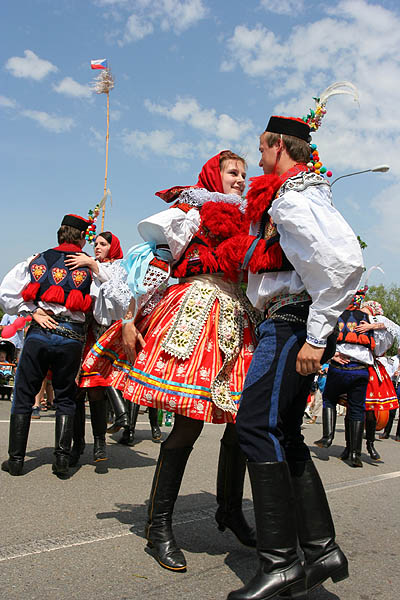
Vlčnov – jízda králů

Jízda králů z Vlčnova je z jízd králů nejpopulárnější a má za sebou minimálně dvousetletou tradici. Jezdí z horního konce vsi směrem na dolní konec a je spojena také s lidovým jarmarkem a s možností prohlídky muzea a starých domů. Koná se každý rok nepřetržitě minimálně od roku 1808 na letnice. Tehdy Ladislav Bohuslav Bartholomeides zaznamenal volbu dětského krále v Uhersku. Původně se jízda konala pravidelně o svatodušním pondělí, ale od roku 1953 se přesunula na svatodušní neděli a po roce 1964, kdy Vlčnov oslavil sedmisté výročí obce, se termín místo pohyblivé svatodušní neděle stanovil na poslední neděli v květnu.
Jízda králů ve Vlčnově začíná v neděli setkáním v domě krále, poté legrúti, osmnáctiletí chlapci, společně se stejně starými dívkami- družicemi odcházejí do kostela na mši; poté se jede na radnici, kde se žádá starosta o souhlas. Úvodní slova jízdy jsou stále stejná: „Hýlom, hýlom! Počúvajte, horní, dolní, domácí aj přespolní, co vám budu povídati o svatodušní neděli…“
Samotná královská jízda se skládá z jízdy legrútů - vyvolávačů na koních ve vlčnovských krojích, v organizaci vojenské kavalérie. Doprovázejí krále. Koně jsou ozdobení pentlemi a stylizovanými květinami, také různými většinou červenými šátky, umístěnými na způsob praporů. Králem je vždy malý chlapec, protože podmínkou je aby byl panic. Král sedí, na koni, který mu vede jeho otec, ruce v bok. Jeho kůň je doprovázen po stranách dvěma legrúty s tasenými šavlemi, král má v ústech bílou růži. Být vybrán za krále je pro rodinu ve vsi vždy velkou poctou, královského koně pentlí matka krále. Co se týká věku krále, mohou být ale výjimky. Podle novináře Jana Janči se na konci 19. století stal králem ve Vlčnově osmnáctiletý Tomáš , koně mu ale zdobila „galánka“ Františka, jelikož jeho matka již byla na takovou práci stará.
Králova družina žádá přihlížející diváky vtipným vyvoláváním („vyvolávkami“, „hláškami“) o finanční dary slovy: Na krála, maměnko, na krála. pro váhající jedince upřesňují: „Máme krála chudobného, ale velmi poctivého“. Finance se jim dávají do boty nebo vhazují do kasiček tam připevněných. Vyvolávky se dříve vztahovaly k obyvatelům jednotlivých domů ve vsi, kteří často z takové vyvolávky měli moc velkou radost či naopak:
- ...tady bude bývať asi moja milá, pretože tu majú najlepšího vína... .
- ...tady majú pěknú zdravú trnku, tu musíjú mať dobrú maměnku....
- ... tady roste vysoká tráva, že Anička nerada vstává...

V dnešní době se vztahují spíše k již anonymním divákům, kteří přijeli za lidovou zábavou, proto často musí legrút improvizovat:
- Právě jsem minul ukazatel, že tu má stát velký podnikatel...
- Tady je dívenka celá černá, že je svému chlapci dlouho už věrná...

I tak se stane, že mnohá dívka, studem rudá, vykřikne raději předem: „Dám vám do boty! Jen nic už na mě nekřičte!“
Průvod je poté doprovázen krojovými soubory, dechovou hudbou z celého regionu i ze Slovenska, průvodem dětí v krojích, ale třeba i holandskou dechovkou z Komenského Naardenu. Vlčnovský Jarmark nabízí řemeslné lidové výrobky, dnes spíš převládají suvenýry a místní speciality.

### Kunovice
V Kunovicích se jízda králů konala od roku 1918 do roku 2000 celkem třináctkrát. Posledních několik let se koná znovuobnovená jízda každé dva roky.
Průběh jízdy
- 1. část, Královský dům začíná na svatodušní pondělí příjezdem k místnímu statku jízdy chlapců-legrútú v kunovických krojích na ozdobených koních. Ozdoby sestávají z pentlí, fáborů, barevných papírů a třásní v pestrých barvách jako ve Vlčnově. Třásně se navlékají na provázky do řetězů. V čele průvodu je praporečník (jeho kůň má jednodušší výzdobu), veze pod sedlem na žerdi turecký šátek jako prapor. Na začátku minulého století jej doprovázeli dva trubači s polnicemi, údajně z rakouského jezdectva. Následují vyvolávači a dva až tři tzv. ministři, za nimiž s tasenými šavlemi jedou dvě pážata. Hlavní část jízdy tvoří výběrčí na královský poklad. Ve stejnou dobu se v některém z kunovických domů strojí král do zvláštního kroje – horní část tvoří dívčí slavnostní šaty, na ramenech má připevněny korunky z kunovského věnce, v pasu je opásán sukní- fjertúškem, je oblečen do částí kroje nazývaných drlí a krabovačka. Král má také na hlavě skromnou maketu královské koruny.

Královský dům: Průvod zcela mlčky dojde ke králově domu, kde nastane podle daného scénáře žádání o krále. V něm nejdřív praporečník žádá o krále králova otce a jeho požadavek doplní 1. ministr. Otec krále odpoví (musí kladně), ale současně si od jízdy vyžádá, aby mu krále v pořádku a bez újmy vrátila. Praporečník i ministři na to odpoví: „Slibujeme“. Poté je králův kůň (podle tradice musí být bílý) spřažen mezi koně pážat (ta mají podobný kroj a výzdobu jako král – jen na rozdíl od něj mají na ramenou jednu růži místo dvou a pentle jim zakrývají obličej). Král má po celou dobu jízdy ruce v bok; do jeho úst je vložena růže, která mu nedovolí promluvit. Po vydání krále se celý průvod (většinou za doprovodu kapely) odebírá k radnici. Tam prostřednictvím praporečníka žádá starostu o povolení k jízdě. Slovo dostanou také vyvolávači a výběrčí, kteří (způsobem pro Jízdu králů vlastní) zaměří své „vyvolávky“ na poměry na představené obce, na radní a jejich manželky, dobré i špatné poměry v řízení obci a podobně.
- 2. část, Vyvolávání: Poté, co promluvil poslední vyvolávač, začíná druhá polovina jízdy králů – vybírání na královský poklad, při které výběrčí vybízejí zvědavé přihlížející, aby přispěli. Jízda projíždí ulicemi obce, praporečník většinou v čele spolu s vyvolávači zvěstují lidem zprávu o králi a pobízejí je do určité míry improvizovanými rýmy, aby na královský poklad přispěli: Před týmto domem kvete růža, tetička majú hodného muža... atd. Mince diváci (dříve se vybíralo i jídlo – obilí, vejce, slanina atd.), vhazují výběrčím do speciálních kasiček. Za to se jim dostane odpovědi: Na tomto domě sedí holubú párek a my vám děkujem za tento dárek... atd.
- 3.část, Závěr: Zbylí jezdci dělají královskému trojspřeží doprovod a hlídají ho. Jízda trvá celý den. V podvečer, po několika hodinách od zahájení jízdy, dospěje král se svým doprovodem na místo setkání se svými rodiči. Je to opět praporečník, který se ujme slova a poděkuje oběma rodičům za to, že jim krále dovolili vydat. Po této ceremonii smí malý král konečně sesednout z koně a v doprovodu pážat se znovu uvítat se svými rodiči. Tím slavnost končí, koně se odzdobují.

### Hluk
V Hluku se jezdí jízda králů vždy jednou za tři roky jako součást Dolňáckých slavností písní a tanců. První písemná zmínka pochází z roku 1865. Jezdilo se každoročně o svatodušním pondělí, mimo období válečná a v době hospodářské krize v letech 1930-1933. V roce 1945 se jízda objevila v ulicích Brna, kde srdce Brňanů získal František Huspenina vyvolávkou: „Brno, Brno, město hezké, bylos dlouho německé. A slibujem ti město hezké, že už budeš stále české.“  V roce 1950 v napjaté situaci kolektivizace venkova se jízda nekonala. Obnovena byla v roce 1957. Jezdila se každým rokem až do roku 1965, kdy se stala součástí národopisných slavností. JUDr. Ladislav Rutte byl prvním organizátorem slavností.

#### Průběh
Krále vybírá zastupitelstvo města a královská družina si dlouho předem musí zvykat na jízdu na koních, které nejsou vlastní. Král jede v družině, po každé straně má své páže. Pážata i král jedou na bílých koních a jsou převlečeni do ženských krojů. Ostatní jezdci jsou v krojích mužských. „Turecké“ šátky (turečáky) mají přivázány na holích jako prapory. Ráno v den jízdy jede kavalérie pro krále, žádá rodiče o souhlas a podobně se žádá i starosta. Poté již vyvolávají a objíždějí ulice města. Pážata chrání krále šavlemi před únosem. Když krále unesli jezdci z jiné obce, byl vykoupen vínem nebo slivovicí. Většinou ale Hlučané měli převahu a svého krále na rozdíl od okolních nepostrádali. Změnou oproti předešlým jízdám jsou tzv. žebráci, kteří jsou vybaveni proutěnými koši a ukládají do nich větší dary za vyvolávání, většinou víno a slivovici. Jízda králů v Hluku má specifický prvek – srdce na prsou koně. Koně jsou ozdobeni papírovými růžemi a stuhami zapletenými do hřívy. Vodiči koní jsou spíše starší pánové. Hlucká jízda králů znamená pětidenní slávu po celém městě, zpravidla neustávající program, který je obohacen místními soubory i soubory z okolních vesnic.

### Skoronice

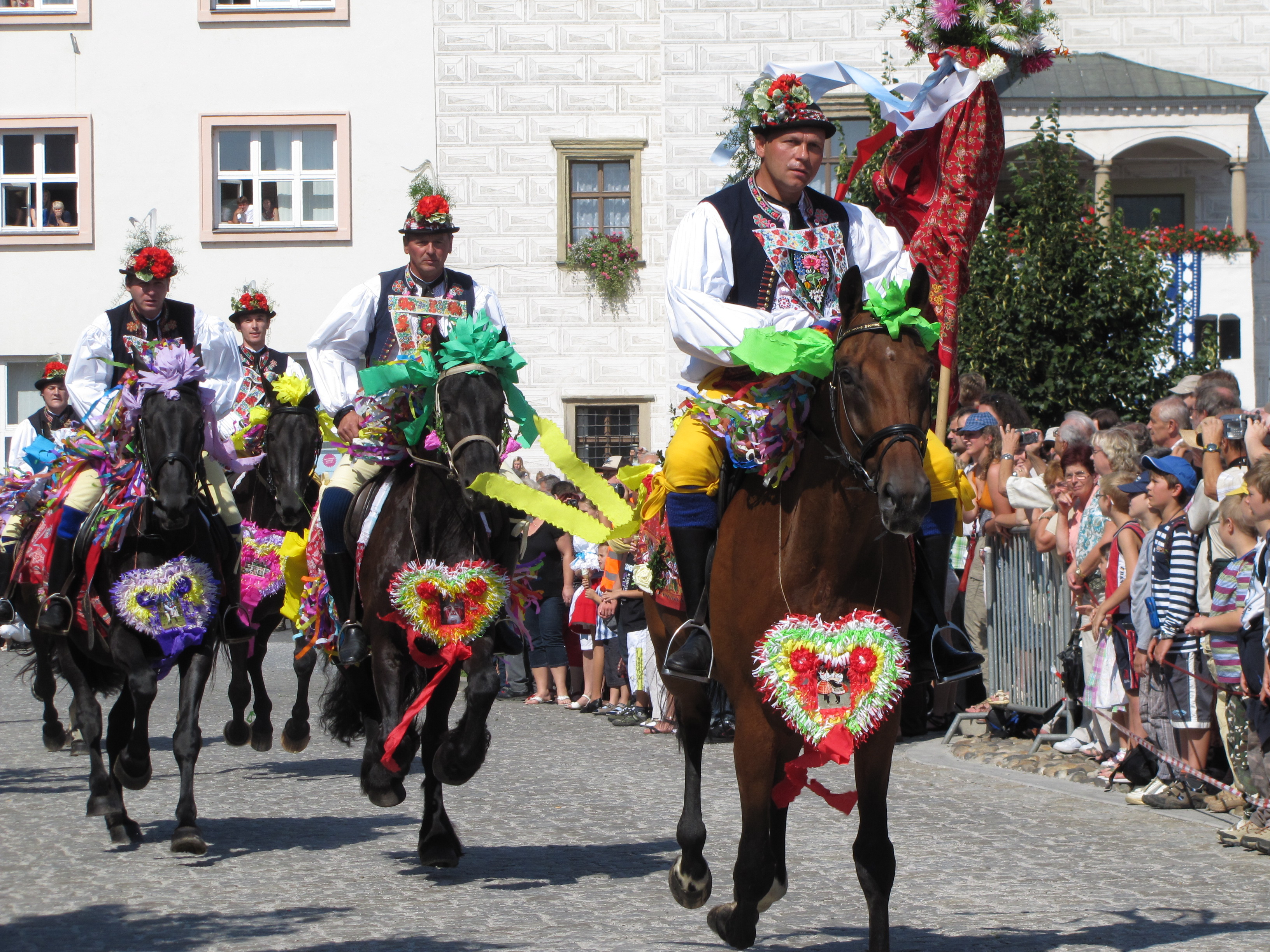
Skoronická jízda králů

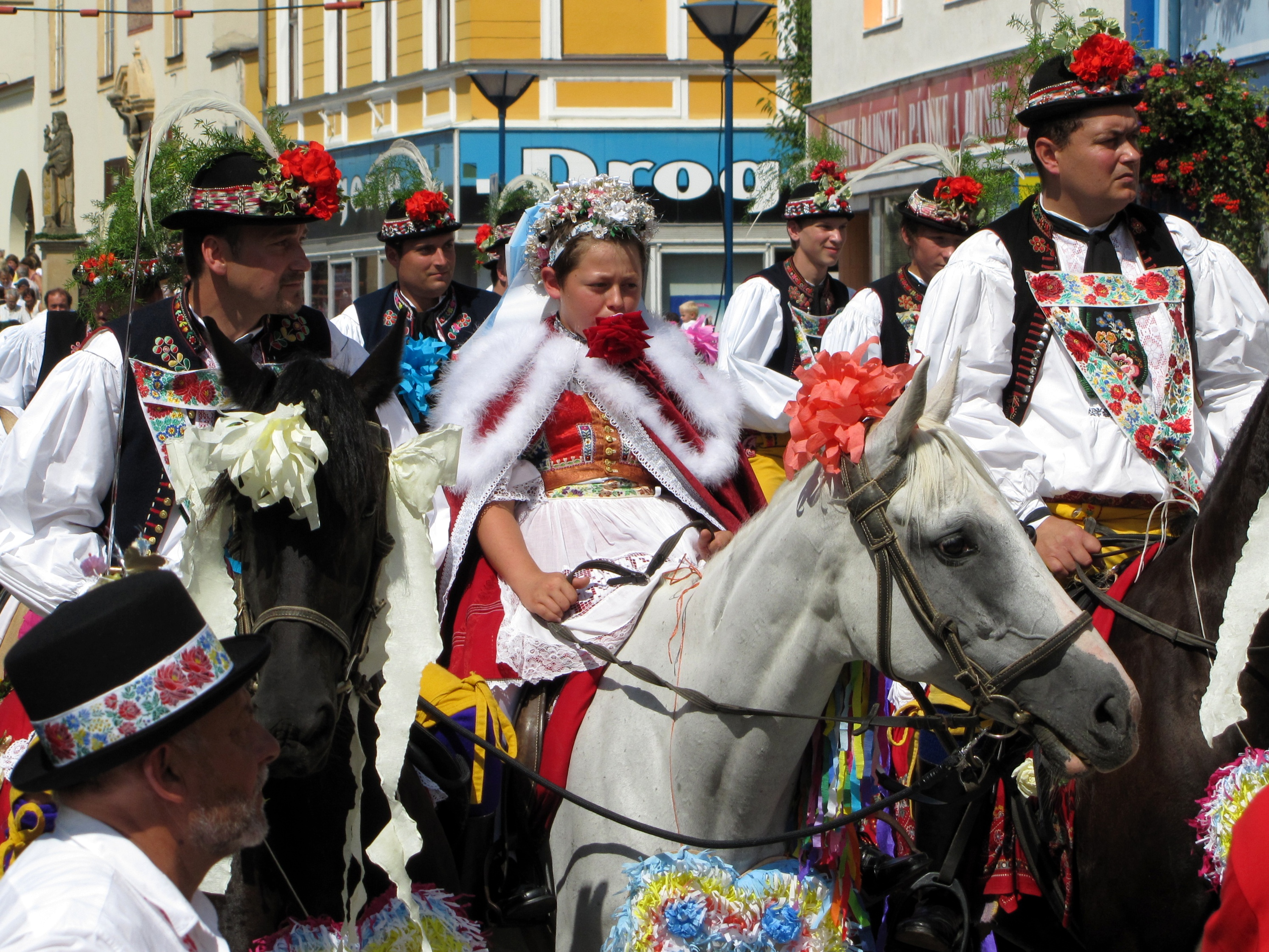
Jízda králů na Slovácký rok v Kyjově

První fotografii jízdy králů ve Skoronicích pořídila Vlasta Havelková, pravděpodobně v letech 1894–1896. Najdeme ji ve druhém svazku díla Moravské Slovensko (Praha 1922, s. 678). Snímek je mylně označen jako svatba ve Skoronicích. Konala se na letnice, postupně však tento zvyk slábl a v letech 1900 až 1942 se jízda králů ve Skoronicích už nekonala. Nepřímý podnět k obnově dal svým vyprávěním dr. Maxmilián Kolaja z obce Vlkoš. Jízdy se konaly později v rámci Slováckého roku v Kyjově či jako součást jiných událostí, kupř. ve Strážnici či sjezdu Skoronických rodáků. Seznam jízd: 1943, 1944, 1946 - prezentace na slavnostech v Hodoníně, 1947, 1955, 1958, 1961- na Slováckém roku v Kyjově, 1962 - součást oslav ve Vracově, 1966, 1971-1975 na Slováckém roku v Kyjově, 1977, 1985- Strážnice, 1987 - Slovácký rok v Kyjově.
Průběh: Jízdu jezdí chlapci od 17 do 28 roků, ale stává se, že účastníkem byl i padesátiletý jezdec. Věk není omezen, také někteří účastníci jezdí jízdu několikrát i počtvrté. Většinou pocházejí všichni ze Skoronic. Rozdělují se na vyvolávače, děkovníky a výběrčí, texty vyvolávají na jednotlivé domy. V den konání jízdy, tento den není nijak stanoven u festivalů, setkání rodáků je 28. srpna a jinak se jízda králů jezdila se na letnice. Brzy ráno odcházeli chlapci do okolních obcí pro koně, kteří se musí ještě vystrojit. Toto strojení dělaly dříve dívky, dnes již celá rodina. Chlapci mají kyjovské kroje a po deváté hodině se řadí na návsi a jedou společně za starostou pro souhlas. Ke starostovi je vyslána delegace vyslanců, tvoří ji: praporečník s tureckým šátkem uvázaným na žerď a 3 vyvolávači. Starosta jim podepíše listinu a dává souhlas k jízdě slovy: „V naší obci odedávna dobrý zvyk je vídat, chasu v kroji na koních mezi námi vítat. Povolení máte. Krále hleďte chrániti, aby vám ho nemohli cizí lidé zajmouti!.“ Praporečník s tureckým šátkem se s ní vrací k ostatním a jede v čele průvodu. Za ním tři vyvolávači, poté jede král, který je převlečen do ženského kroje a bílou růží drží v ústech. Chrání jej dva pobočníci, dále jsou to čtyři jezdci jako doprovod, čtyři výběrčí a děkovníci. Kavalkáda objíždí všechny ulice ve vsi a vyvolávači vyvolávají ke všem domům a jejich majitelům různé vyvolávky, shromažďují se dary většinou víno nebo peníze. Končí se kolem 13:30 odpoledne. Poté se koná koncert dechovky a taneční zábava.

### Troubsko
Jízda králů (též „Honění krále“) v Troubsku zanikla v 1. polovině 80. let 19. století a byla obnovena 22. 5. 1893 mj. starostou Janem Sojkou. Od roku 1894 má na její podobu vliv národopisné hnutí spojené s přípravami Národopisné výstavy českoslovanské (sbírali a pro předvádění publiku upravovali Lucie Bakešová z Ořechoviček a učitel v Troubsku Konstantin Sojka). V první dekádě 20. století nastal úpadek, následně v roce 1911 byla založena tělovýchovná jednota, která uspořádala jízdu v rámci slavností přinejmenším o svatodušních pondělcích 1911, 1912, 1920, 1924, 1927-1935, 1938, 1944, 1946, 1948, 1949 a 1951. Plánovala ji také v letech 1919, 1920 a 1923, ale před rokem 1939 k řadě ročníků chybí doklady. Kvůli zákonům rušícím svátek ve svatodušní pondělí v roce 1947 a od roku 1952 byla jízda přesunuta na svatodušní neděli. Výjimečně (např. kvůli automobilovým závodům 1975, z neznámého důvodu 1979) se jízda jela s týdenním posunem. V letech 1950 (politické důvody) a 1970 (spálová karanténa) se jízda neuskutečnila. Od roku 1981 převzal pořádání od tělovýchovné jednoty Národopisný soubor Podskalák.

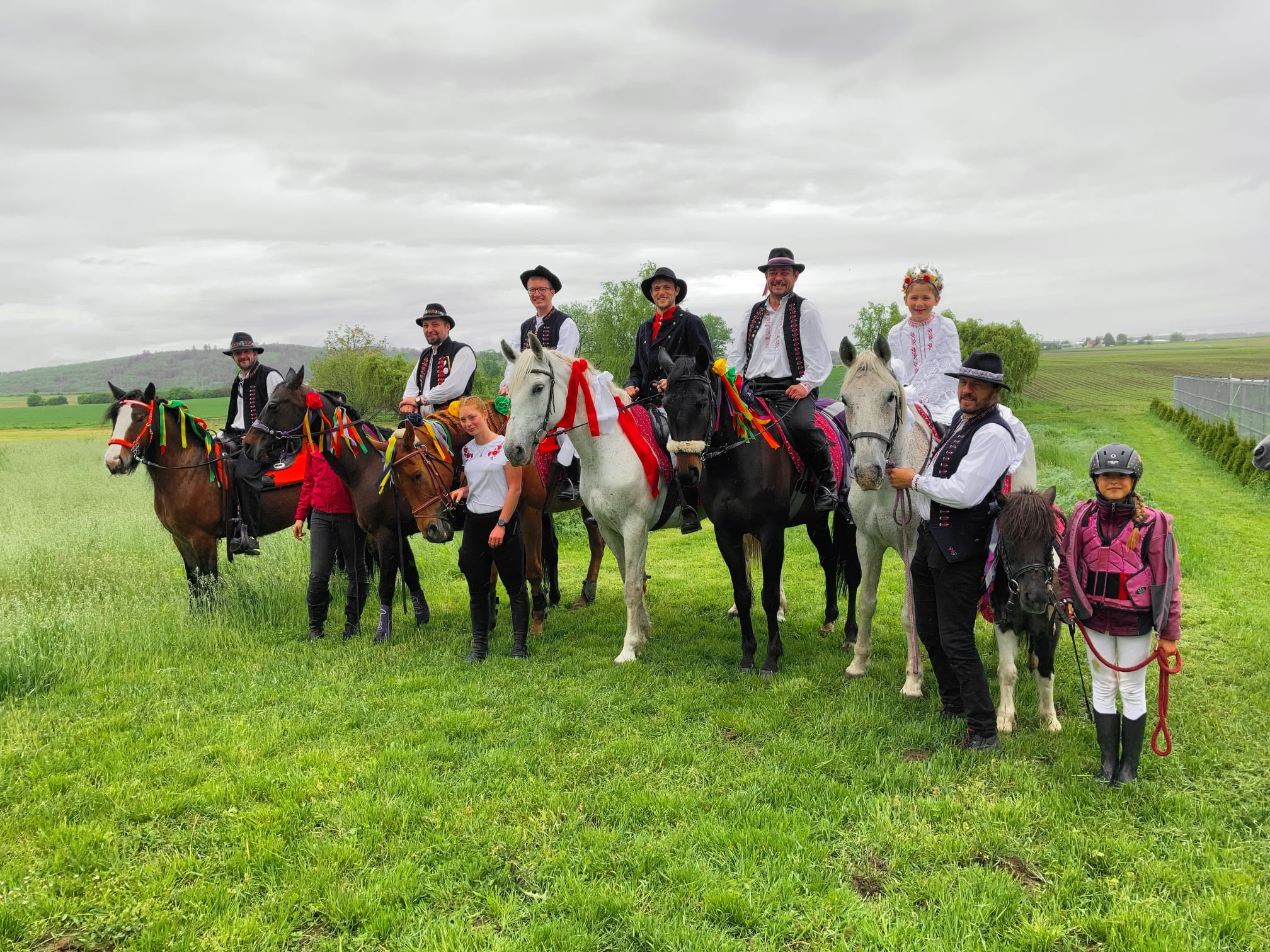
Jízda králů v Troubsku 2021

V současné době (2022) je jízda prezentována v rámci Svatodušních slavností na Letnice a není tak velkolepá jako výše zmíněné, alespoň co se týče počtu jezdců a zdobení koní. Jízda se schází v neděli odpoledne u hospody kde se nazdobí koně a následně vyráží na konec obce, aby se zúčastnila průvodu krojovaných. Jízda jede na konci průvodu a v jejím čele je vyvolávač zvaný „šerha“, následovaný králem a družinou. Šerha má pro Troubsko netypickou červenou vestu, bílé kalhoty, šavli a během průvodu pokřikem děvčatům oznamuje, že jízda je zde („Haló, vy tróbská děvčátka sháňéte kačátka, váš pan král jede, ať vám je nezajede.“) a vyzývá hudbu ke hraní („Haló vy páni muzikanti, zahréte hezky vesele, ať se panu králi a jeho družině čest a sláva děje.“). Za šerhou jede se zbytkem jízdy král, ideálně na bílém koni. Na hlavě má umělým kvítím zdobenou korunu, na sobě bílou červeně vyšitou košili a dlouhou sukni. Růže v ústech chybí, text Lucie Bakešové se zmínkou o ní do Troubska lokalizovala Zdenka Jelínková, o Troubsko však v textu s největší pravděpodobností nešlo. Je ovšem dáno, že král by neměl promlouvat. Zbytek jízdy má na sobě aktuální troubský kroj, ideálně s bílými kalhotami. Jakmile dorazí průvod k místu konání odpolední zábavy, proběhnou různá představení (kola, besedy, královničky, stínání berana, tance dětí...), která jsou zakončena nástupem jízdy před taneční parket. Šerha pak s kloboukem na šavli přednese tradiční text („Máme krále chudobnýho, ale poctivýho...“), který se používá v různých obměnách, po něm následuje případně veršované vyvolávání na dění během hodových příprav a obecní, či spolkové záležitosti. Následuje vyvolávání na všechna krojovaná děvčata, která se zúčastnila hodů („Poslóchéte horní, dolní, domácí a přespolní, co vám budu povídati o ... vypravovati.“). Básničky skládají na dívky sami jejich tanečníci, nikoliv šerha, který po každé básničce vyzve muziku k fanfáře („Muziko vesele!“). Poté se jízda slovy šerhy loučí a muzika začíná odpolední zábavu.

## Zajetí krále
Také je s jízdou králů spojen únos či zajetí krále, často se v polích sešli jedné obce legrúti s jízdou ze sousední obce. Zápasili buď králové mezi sebou či celé skupiny navzájem. Pokud došlo k únosu krále, musela jej rodina vykoupit. Pro rodiče krále to znamenalo další výdaje a pro celou obec značnou ostudu. Toto počínání se dělo často a v minulosti to končilo i velmi tragicky - viz Bitva čtyř králů.

## Jezdecké slavnosti v Evropě v minulosti
Slavnosti se skupinovými jízdami na koních byly v Evropě velmi hojným a běžným jevem. Například v době barokní se v Rakousku a Bavorsku na farnostech konaly objížďky na koních, vždy v den světce, kterému byla příslušná farnost zasvěcena. Vlivem rakouské nadvlády pronikly tyto oslavy i do farností německých obcí na jižní Moravě. Tyto svátky byly převážně spojené se světcem Leonardem. Ve slavnostním průvodu byly neseny obrazy sv. Leonarda, koně byli ozdobeni květy a pentlemi a účastnili se jí kněží, ministranti, trubači, praporečníci a v kočárech poté pořadatelé či honorace, dnes bychom je nazvaly „sponzory“. Na německém území se před vznikem protestantské církve konaly alegorické křižácké jízdy, jízdy s kříži po návsích, a až do roku 1600 se jízda křižáků udržovala také u lužických Srbů, kteří se ale od zmíněného roku stali již evangelíky a protestantským vedením byly jízdy křižáků zakázány.

## Podobné jízdy v současné Evropě

### Sechseläuten (Švýcarsko)

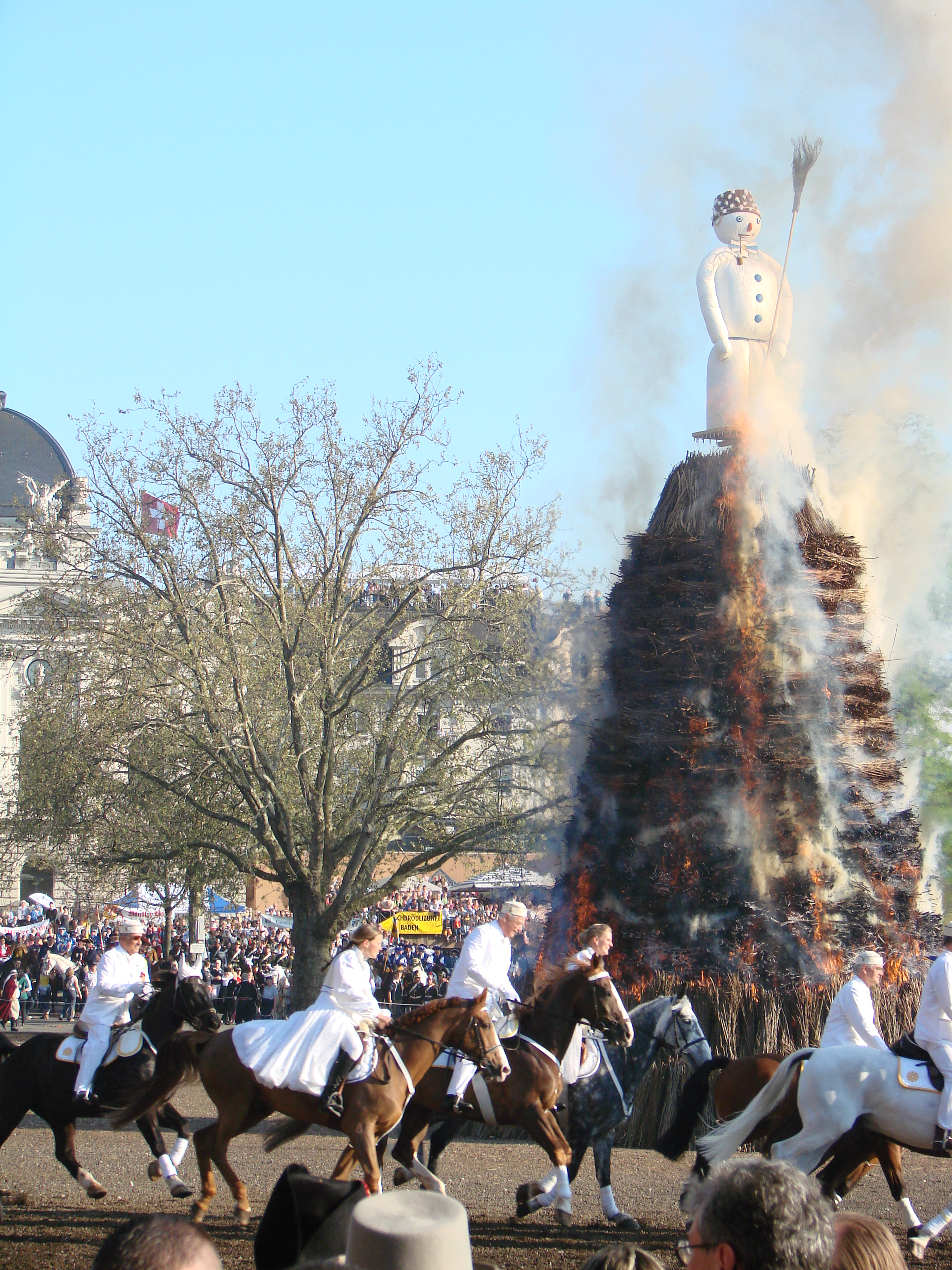
Pálení zimního muže Böögga, Curych, Švýcarsko

Velmi zajímavá je jízda na koních vždy třetí pondělí v dubnu v Curychu ve Švýcarsku „Sechseläuten“ (šestizvonění, zvonění o šesté, se zazvoněním věžních hodin přesně v 18:00 h se zapaluje hranice pod Bööggem), oslavuje se při ní „pálení sněhového muže jménem Böögg“. Švýcarskoněmecký výraz Böögg odpovídá zhruba českému „bubák“, jak ve významu strašák (a nejen při Sechseläuten, často i jinak při lidových slavnostech spalovaná figura), tak i jako lidově pro (zaschlý) sekret z nosu. Böögg má podobu jakéhosi sněhuláka a představuje zimu. Podle času, kdy se mu roztopí a exploduje hlava -  celé  jeho tělo vč. hlavy  je naplněné dělbuchy, v dřívějších dobách střelným prachem - se odhaduje, jak bude teplé léto: čím déle trvá, než přijde Böögg o hlavu, tím má být léto deštivější a studenější a naopak. Nejkratší čas byl 5:07 minut v roce 1974, nejdelší v roce 2023 a to 57:00 minut. Doba závisí do značné míry na vlhkosti vzduchu v den slavnosti a při její přípravě, meteorologové však dokládají, že statisticky souvislost s letním počasím není. Hranice je vysoká cca 10 až 13 metrů, Böögg sám 3,4 metry. Někdy se do hranice pro urychlení přilévá kapalný urychlovač hoření (benzín ap.). Kolem hořící hranice jezdí potomci starých curyšských řemeslných rodinných cechů - jezdci cechu - v historických kostýmech a se svými prapory „zlatníci“, „pekaři“, „sýraři“ atd. Tento svátek je doložený již od 16. století, tradice pálení Böögga pochází z počátku 20. století, a je stále velmi oblíbený. Na jiných místech Švýcarska a Tyrol jsou jízdy spojené s náboženským procesím.

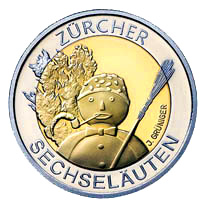
pamětní medaile
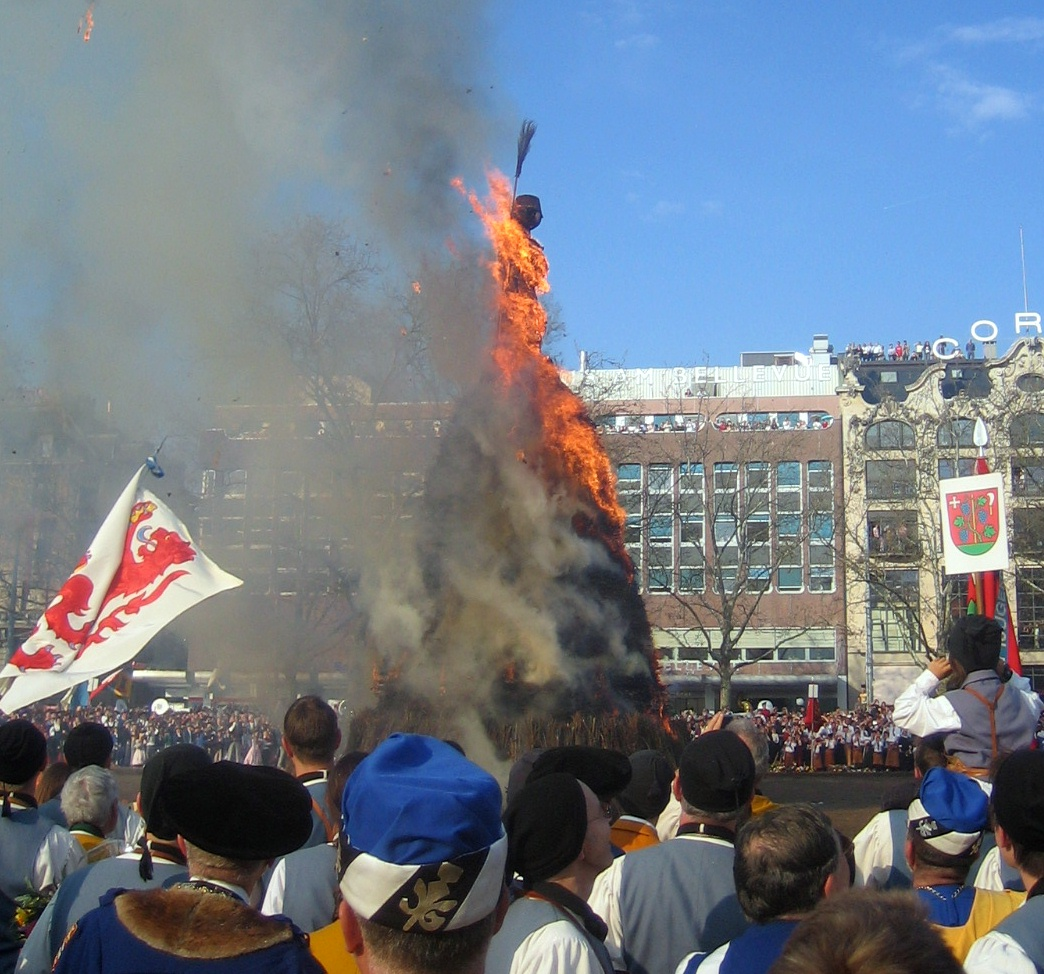
Pálení zimního muže Böögga, Curych, Švýcarsko
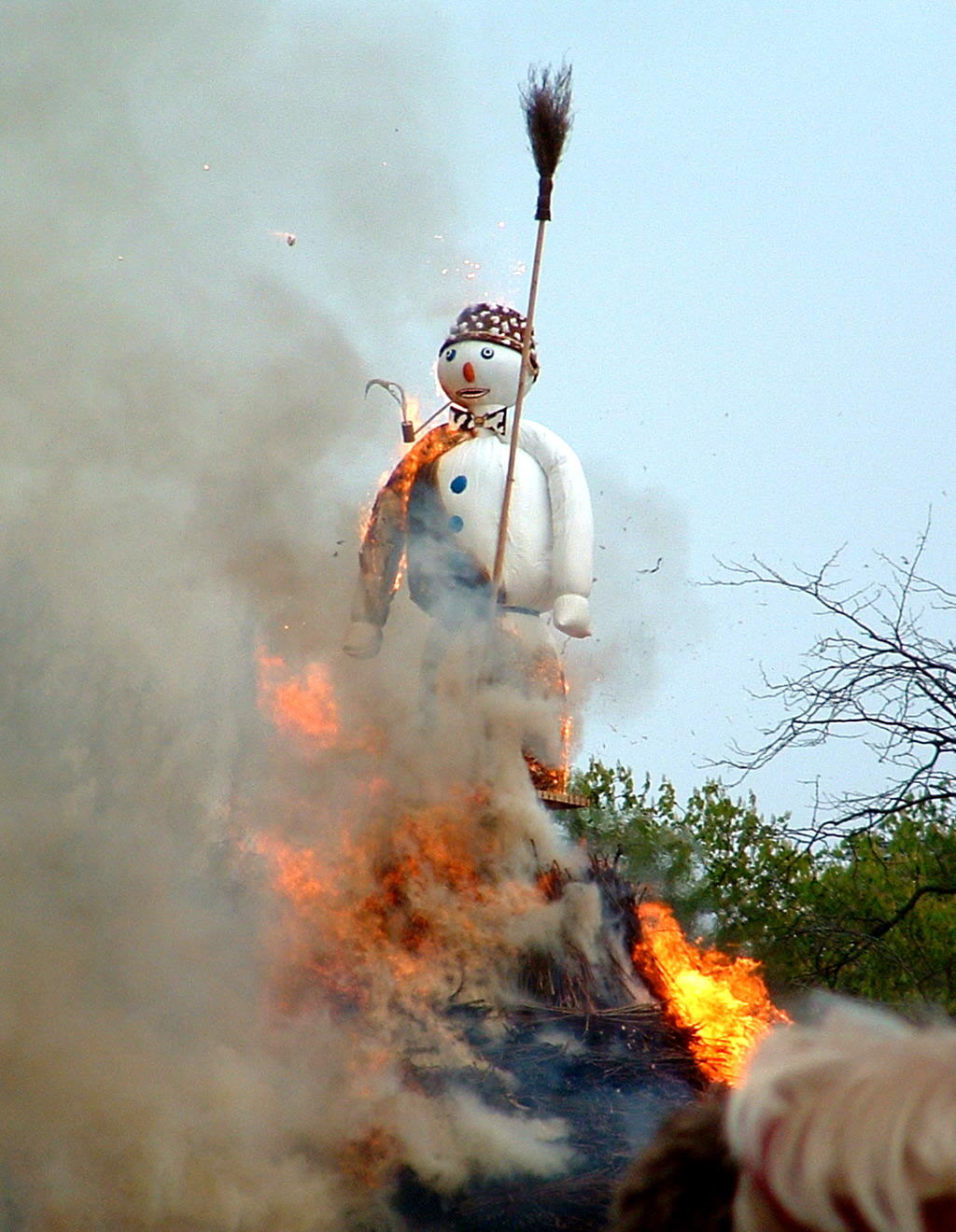
Böögg

### Kreuzreiten, Křižerjo, Osterreiten (Německo)

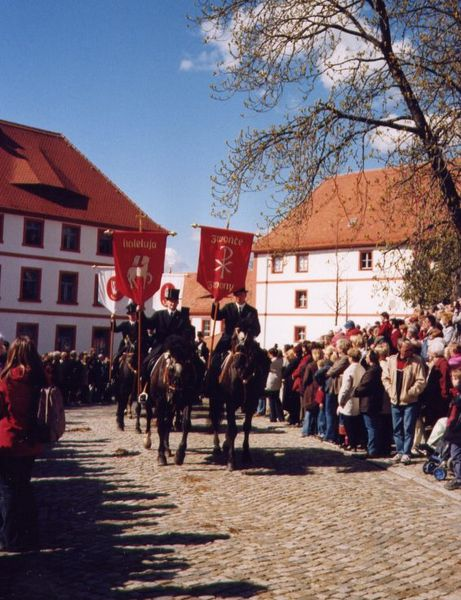
Lužická jízda Křižerjo (Kreuzreiten) s kříži

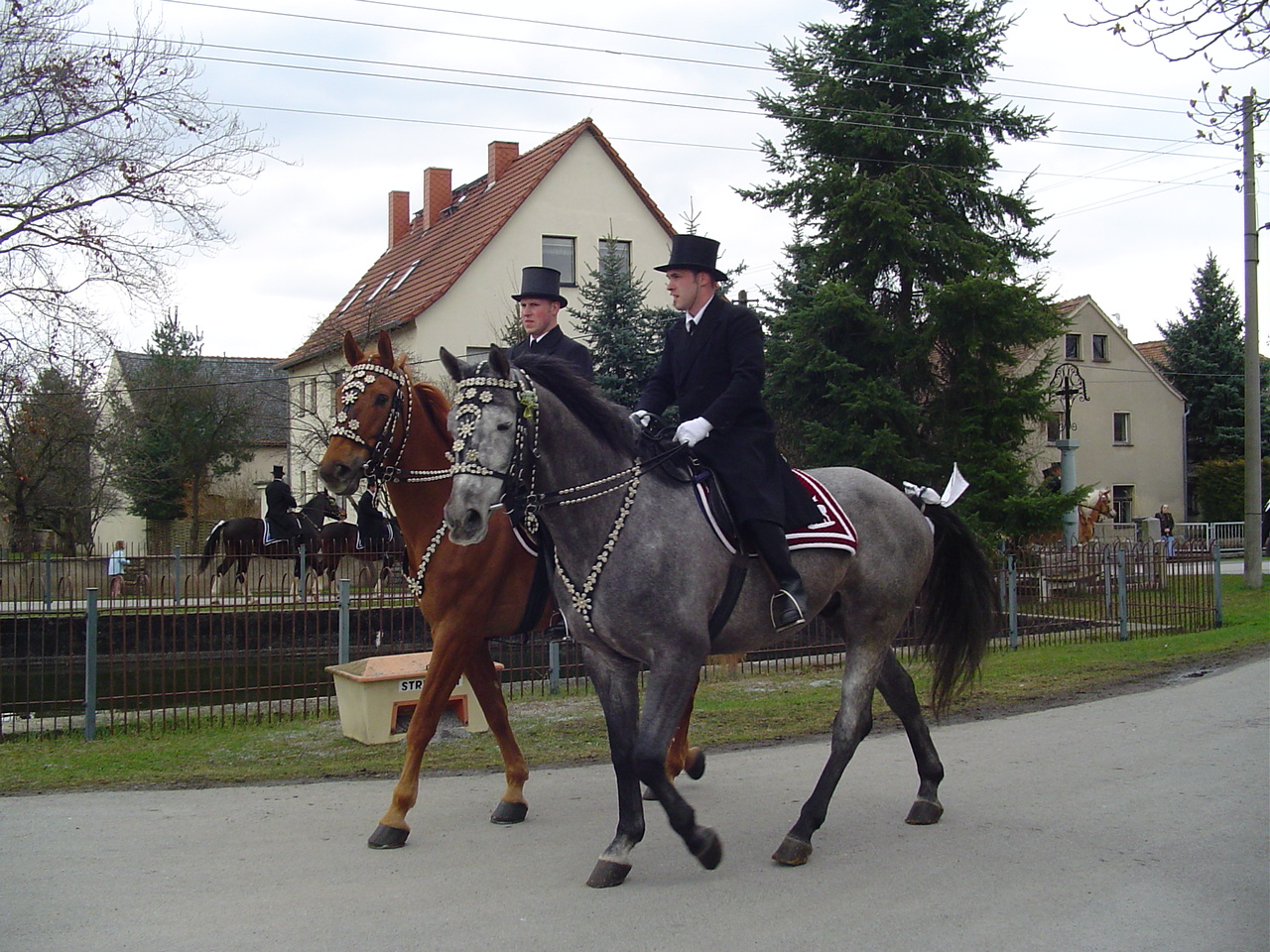
Velikonoční jízda v Horní Lužici

„Jízda s kříži“ či „Velikonoční jízda“: katolická velikonoční jízda, tradice udržovaná v Lužickém Srbsku, v Hoyerswerda-Hojeřicích, Kamenz-Kamenec, Bautzen-Budyšíně. Jezdí se na Zmrtvýchvstání Páně a vždy v elegantních cylindrech a s kříži či soškami Krista.

### Kawalkada wielkanocna (Polsko)

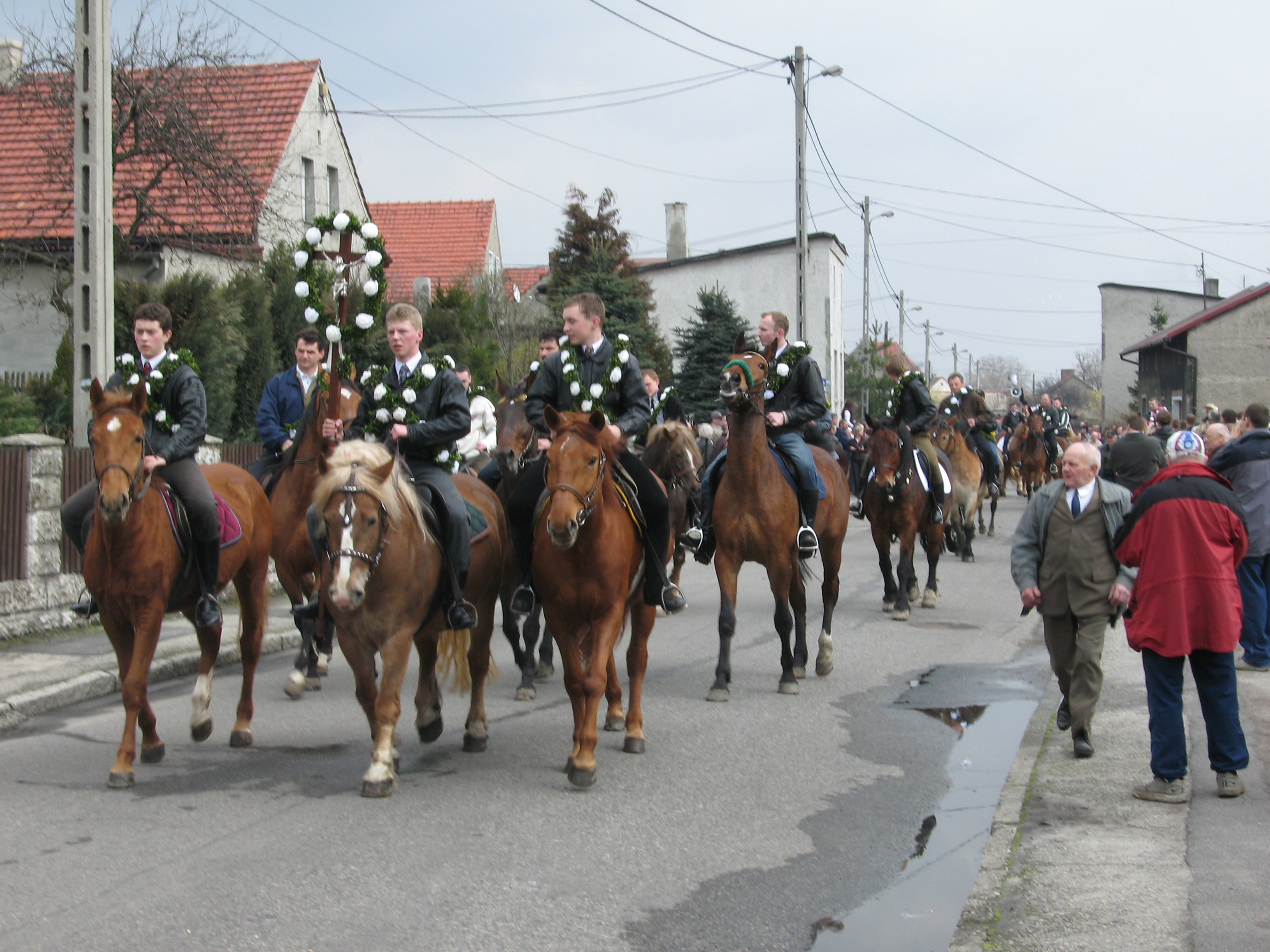
Velikonoční jízda ve Slezsku

Polská velikonoční jízda také nazývaná „procesją stu koni“, se koná na velikonoční pondělí a kromě jezdců se jí účastní i historické kočáry. Jezdí se od nepaměti, první písemná zmínka vzpomíná procesí v Ostropii a pochází z roku 1711. Ústní podání praví, že pochází z Bavorska. V Bieńkowicach v Raciborskiej oblasti se tradiční procesí odhaduje do 13. století. Historický rekord byl 130 koní. Celá trasa má kolem sedmi kilometrů. Jezdí se v obcích Raciborzu, Pietrowicach Wielkich, Sternalicacha Ostropie, Bieńkowicach a Biskupicach v polském Slezsku a je jednou z nejstarších v Evropě. Koncem třicátých let 20. století byla pouť zneužita politickou propagandou nacistů, kteří tvrdili, že pouť původně oslavuje Karla Velikého. V roce 1937 v obci Wójtowa Wieś skupinahitlerovců postřílela během procesí polovinu účastníků, kteří pocházeli ze vsi Schonwaldu polsky Bojkow, protože zpívali náboženské písně v polštině. V roce 1885 byla část této velikonoční jízdy k vidění v ulicích Londýna. V Pietrowiciach Wielkich se jezdí již 300 let a jezdí se vždy s věnci kolem krku. Její původ se také odvozuje od Sv. Jiří.

## Jízda králů v umění (výběr)
- První fotografii Jízdy králů pořídil ve Vlčnově roku 1890 regionalista a profesor gymnázia z tehdejšího krajského města Uherského Hradiště Josef Klvaňa v uličce „Ke dvoru“. Je to jedna z prvních dokumentárních fotografií na Moravě vůbec umístěná dnes v Moravském zemském muzeu v Brně. Vzhledem k roku pořízení 1890 a k vědeckému účelu jejího vzniku je to jedna z prvních vědeckých fotografií vzniklých na území dnešní České republiky.
- Obraz Jožky Uprky Jízda králů patří mezi autorova nejdůležitější díla. K popularitě Jízdy králů ve Vlčnově přispělo, že ji zachytil na impresionistickém plátně. Umělec vlastnil ateliér v nedaleké Hroznové Lhotě a maloval žánrové výjevy z místního života, poutě, shromáždění, mše v kostele atd. Obraz Jízdy králů Joža Uprka maloval v roce 1897. V roce 1902 tento region také navštívil francouzský sochař Auguste Rodin a přirovnal tento kraj k starověké řecké Helladě. Touto cestou, které se účastnil také Alfons Mucha vyvrcholil umělecký zájem té doby o tento region.
- V románu Milana Kundery Žert i ve stejnojmenném filmu tvoří vlčnovská Jízda králů a její popis významnou symbolickou součást děje
- Televizní film Jízda králů vzniknul v roce 1989